# Сиаб

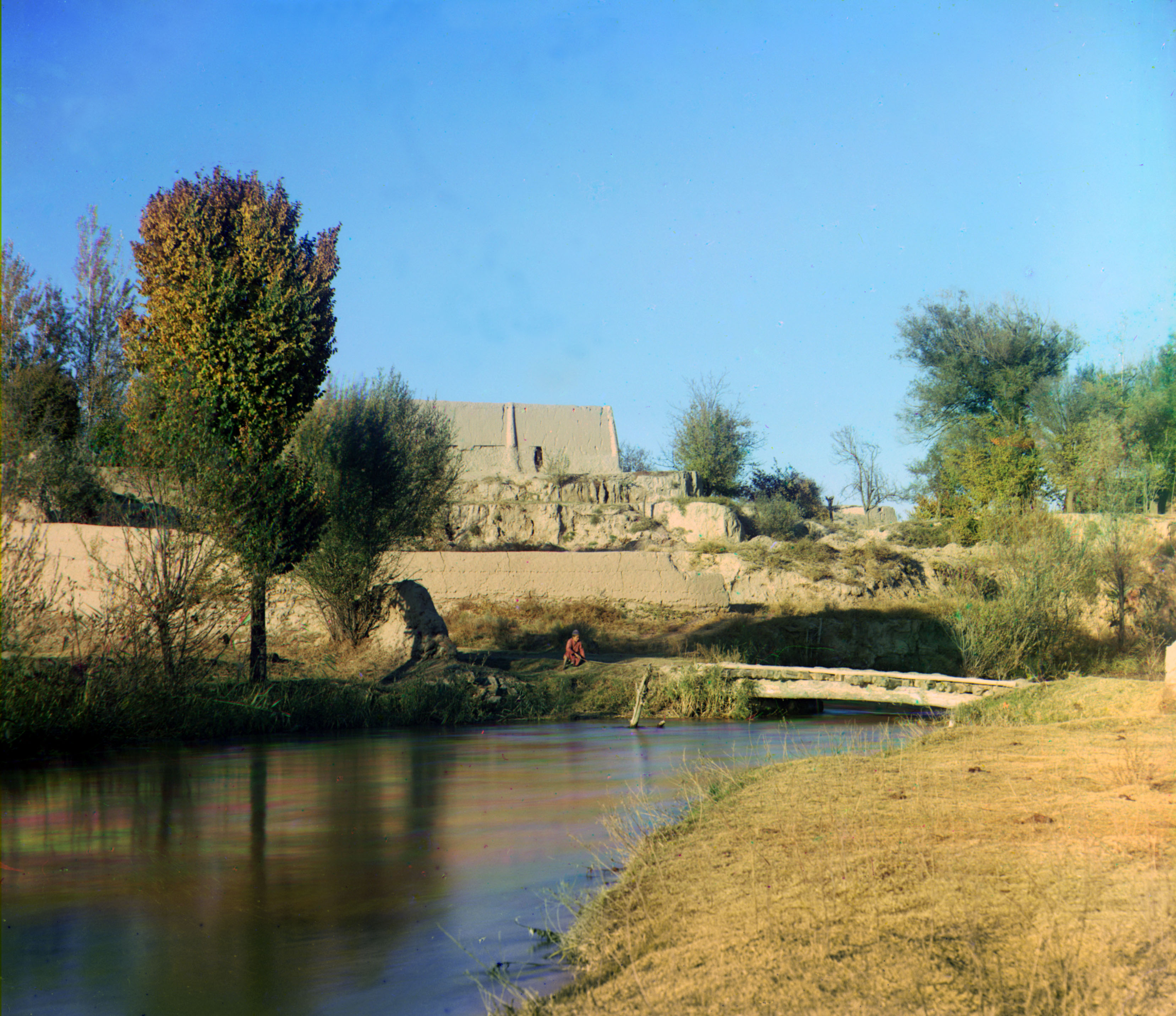
По реке Сиабу. Самарканд. Фото С. М. Прокудина-Горского (1911—1915)

Сиа́б (узб. Siyob / Сиёб) — небольшая река, протекающая по территории Самаркандской области Узбекистана, в частности, по территории города Самарканд. Некоторыми считается древним каналом.
Река Сиаб протекает по территории Самаркандского и Пастдаргомского районов Самаркандской области Узбекистана, в частности, по территории города Самарканд. Длина реки по разным оценкам составляет от 20 до 23 километров. Исток Сиаба расположен в Самаркандском гребном канале, который находится в крайней восточной части города Самарканд. Далее река протекает по северной и частично центральной части города и направляется на северо-запад — к южному рукаву реки Зарафшан — к Карадарье, где и находится устье Сиаба. На территории города Самарканд, река протекает с востока на северо-запад вблизи (к югу) от возвышенности Чупан-ата, далее через северную окраину городища Афрасиаб, далее, южнее международного аэропорта Самарканд. Дальше река протекает через территорию Самаркандского района и протекая всего несколько километров по территории Пастдаргомского района, достигает устья.
От реки Сиаб берут своё начало несколько ручей и каналов, которые протекают по территории города Самарканд. Так, вблизи городища Афрасиаб, от Сиаба берёт своё начало Обимаша́т (иногда Обимашха́д), чуть севернее — Обирахма́т, а далее — Обиси́ё. Река Сиаб имеет важное значение в экономике города и Самаркандского района. Сельские угодья северной и северо-западной части района орошаются также через Сиаб и другие реки и каналы.

## Интересные факты
- Название древнего городища Афрасиаб происходит от названия реки Сиаб.
- Существовавший до 2004 года один из административных районов города Самарканд — Сиабский район, получил своё название именно от этой реки.
- Сиабский базар Самарканда также получил своё название от этой реки.
- Сиабом называется историко-географический район, расположенный в крайнем востоке Самарканда, и одна из махаллей города.